# Purvis Peak
Purvis Peak är en bergstopp i Antarktis. Den ligger i Östantarktis. Nya Zeeland gör anspråk på området. Toppen på Purvis Peak är 2 250 meter över havet, eller 70 meter över den omgivande terrängen. Bredden vid basen är 3,0 km.
Terrängen runt Purvis Peak är bergig österut, men västerut är den kuperad. Trakten är obefolkad. Det finns inga samhällen i närheten.